# Josué de Barros
Josué Borges de Barros (Salvador, 16 de março de 1888 — Rio de Janeiro, 30 de novembro de 1959) foi compositor, instrumentista e cantor brasileiro.
Josué de Barros foi o descobridor de Carmen Miranda.

## Biografia
Filho de Cândido Borges de Barros e Libânia Torres de Barros, descendia de Domingos Borges de Barros, Visconde de Pedra Branca.
Em 1904 mudou-se com o irmão Otaviano para o Rio de Janeiro, com quem formou a dupla Irmãos Barros, que não teve grande duração, com o retorno deste à Bahia. Josué então despertou o interesse da gravadora Columbia, lançando em 1910 sua primeira gravação - uma polca intitulada "Aventureira".
Mais tarde uniu-se a outros dois baianos - Duque (Antônio Lopes de Amorim Diniz) e Arthur Castro numa turnê pela Europa - realizada de modo aventureiro mas que ficou marcada como a primeira excursão estrangeira de artistas brasileiros para divulgar a mpb. A iniciativa fracassou logo em Paris, onde desembarcaram, especialmente por nenhum dos três falar outro idioma além do português.
De Paris obtiveram auxílio do consulado brasileiro para retornar ao Brasil mas, numa escala em Lisboa do navio, desembarcaram Josué e Arthur, dispostos a persistirem, já que ali o idioma não seria obstáculo - e acabaram por fazer sucesso na capital portuguesa.
Ambos foram mais tarde convidados por um alemão a gravar discos em seu país, partindo então a Berlim onde, pela Decca Records gravaram vários álbuns de músicas variadas. Ali Arthur separa-se do parceiro que, sozinho, não consegue manter-se. Josué, boêmio, vê-se forçado a ir novamente para Lisboa, onde obtém auxílio para a volta à Bahia.
Em 1915 casa-se com Hozana de Barros, sobrinha de Floriano Peixoto, com quem teve três filhos: Zuleika, cantora, Odete e Alberto Borges de Barros (Betinho), violonista e compositor de sucesso, que ficou famoso por introduzir no Brasil o rock'n roll. 
Em 1928 muda-se novamente para o Rio, onde tem composições gravadas pelos artistas de sucesso na época. Torna-se um precursor do gênero da música caipira e, no ano seguinte, conhece Carmen Miranda, a quem passa a promover, encaminhando-a à Brunswick Records, que acabara de se instalar no país e procurava novos talentos. Ali Carmen grava seu primeiro disco, com duas composições de Josué.
Ainda assim a gravadora não possuía a abrangência da Victor Talking Machine Company, para onde Josué encaminha a nova cantora, através do seu diretor, Rogério Guimarães, ainda em 1929, sendo contratada finalmente no ano seguinte. Mas é num disco do próprio Josué que a cantora tem uma participação interessante, fazendo o papel de "mulata" e entoando um batuque que Barros compusera inspirado no candomblé.
Carmen ainda gravaria outras composições do baiano, até atuarem em parceria na marcha Por ti estou presa, com música da cantora e letra de Josué, que integra de modo presente durante sua fase brasileira. Quando a cantora muda-se para Hollywood não rompe os laços com o amigo e descobridor, ajudando-o e correspondendo-se com ele.
Além de Carmen Miranda Barros foi o descobridor do Bando da Lua, na época ainda denominado Bloco de Bimbo e, em 1929, introduziu no país o violão elétrico.
Excursiona na Argentina em 1932, junto a Carmen Miranda, Roberto Vilmar, Mário Cabral e o filho Betinho. Com o sucesso naquele país, Barros resolve ali permanecer, morando com a família em Buenos Aires por seis anos.
Ao voltar para o Brasil, afasta-se da vida artística. Concede entrevista em 1953, no qual justifica sua ausência:
Sua última manifestação pública deu-se quando, em 5 de agosto de 1955 morre a cantora já mundialmente famosa, Carmen Miranda. A morte o abalou, a ponto de escrever ao viúvo da cantora, David Sebastian: "O desaparecimento de Carmen esvaziou minha vida".
Em depoimento último ao biógrafo da Pequena Notável, Queiroz Júnior, respondeu-lhe ao ser-lhe pedido sobre sua vida:
Faleceu no Rio de Janeiro, em 1959, deixando uma obra que foi gravada por intérpretes  como Gastão Formenti, Aracy Cortes, Sílvio Salema, Floriano Belham e muitos outros.